# Nephrotoma fasciata
Nephrotoma fasciata är en tvåvingeart som först beskrevs av Pierre Justin Marie Macquart 1834.
Nephrotoma fasciata ingår i släktet Nephrotoma och familjen storharkrankar. Artens utbredningsområde är Java. Inga underarter finns listade i Catalogue of Life.